# From Every Stage
From Every Stage — двойной концертный альбом американской фолк-певицы Джоан Баэз, записанный на американских концертах летом 1975 года и выпущенный в январе 1976 года.

## Об альбоме
На первой пластинке — песни, где Баэз поёт одна под гитару. На второй она играет при поддержке электроинструментов. Запись Blowin’ in the Wind с этого альбома позже будет включена в саундтрек к фильму Форест Гамп. Natalia — песня, посвящённая советской правозащитнице и поэтессе Наталье Горбаневской, содержавшейся на принудительном лечении в спецпсихбольнице.

## Список композиций
| №                   | Название                         | Автор(ы)                          | Длительность |
| ------------------- | -------------------------------- | --------------------------------- | ------------ |
| 1.                  | «Turn Me Around»                 | народная                          | 2:54         |
| 2.                  | «Blessed Are»                    | Джоан Баэз                        | 2:57         |
| 3.                  | «Suzanne»                        | Леонард Коэн                      | 4:27         |
| 4.                  | «Love Song To A Stranger»        | Джоан Баэз                        | 5:00         |
| 5.                  | «I Shall Be Released»            | Боб Дилан                         | 2:21         |
| 6.                  | «Blowin' In The Wind»            | Боб Дилан                         | 2:39         |
| 7.                  | «Stewball»                       | Herald, Rinzler, Yellin           | 4:40         |
| 8.                  | «Natalia»                        | Asa, Gerald Thomas Moore, R. Apps | 4:12         |
| 9.                  | «The Ballad Of Sacco & Vanzetti» | Джоан Баэз, Эннио Морриконе       | 4:32         |
| 10.                 | «Joe Hill»                       | Alfred Hayes, Earl Robinson       | 3:02         |
| Общая длительность: | Общая длительность:              | Общая длительность:               | 35:06        |

| №                   | Название                                | Автор(ы)                   | Длительность |
| ------------------- | --------------------------------------- | -------------------------- | ------------ |
| 1.                  | «Love Is Just A Four-Letter Word»       | Боб Дилан                  | 3:24         |
| 2.                  | «Forever Young»                         | Боб Дилан                  | 3:45         |
| 3.                  | «Diamonds & Rust»                       | Джоан Баэз                 | 4:26         |
| 4.                  | «Boulder to Birmingham»                 | Билл Дэнофф, Эммилу Харрис | 4:07         |
| 5.                  | «Swing Low, Sweet Chariot»              | народная                   | 3:58         |
| 6.                  | «Oh, Happy Day»                         | Hawkins                    | 3:31         |
| 7.                  | «Please Come To Boston»                 | Dave Loggins               | 4:22         |
| 8.                  | «Lily, Rosemary And The Jack Of Hearts» | Боб Дилан                  | 8:55         |
| 9.                  | «The Night They Drove Old Dixie Down»   | Robbie Robertson           | 3:39         |
| 10.                 | «Amazing Grace»                         | народная                   | 4:20         |
| Общая длительность: | Общая длительность:                     | Общая длительность:        | 43:56        |

## Участники записи
- Джоан Баэз — вокал, гитара
- David Briggs — клавишные
- Larry Carlton — гитара
- Dan Ferguson — гитара
- Jim Gordon — ударные
- James Jamerson — бас